# Partido Radical Doctrinario
De Partido Radical Doctrinario (Nederlands: Doctrinaire Radicale Partij, PRDo) was een Chileense politieke partij die van 1948 tot 1964 bestond.

## Geschiedenis
De PRDo werd gevormd door de senatoren Gustavo Jirón en Rudecindo Ortega als in 1948 als enige van de fractie van de Partido Radical (Radicale Partij) die tegen de Wet voor de Permanente Verdediging van de Democratie stemden. Deze wet voorzag in een verbod voor de Partido Comunista (Communistische Partij) en aanverwante bewegingen. Jirón en Ortega beschouwden de wet als "in strijd met de beginselen van het radicalisme".
In 1949 slaagde de partij er niet in om vertegenwoordigers in het Nationaal Congres van Chili verkozen te krijgen; in 1953 behaalde de partij echter drie zetels in de Kamer van Afgevaardigden. In 1957 gingen deze zetels weer verloren.
In aanloop naar de presidentsverkiezingen van 1952 sloot de PRDo zich aan bij de politieke federatie die de kandidatuur van Carlos Ibáñez del Campo steunde. Bij de presidentsverkiezingen van 1958 sprak de partijleiding haar steun uit voor de kandidatuur van Salvador Allende.
Van 1956 tot 1958 maakte de PRDo deel uit van de door de socialisten gedomineerde Frente de Acción Popular (Front van de Volksactie). De rechtervleugel sloot zich evenwel aan bij de Alianza de Partidos y Fuerzas Populares (Alliantie van Partijen en Volkskrachten). Deze laatste organisatie was maar een kort leven beschoren en leden die tot de rechtervleugel behoorden sloten zich nadien aan bij kleinere conservatieve partijen. De meerderheid van de PRDo bleef echter onderdeel van het Frente de Acción Popular. De partij werd in 1964 ontbonden.

## Ideologie
De PRDo was een sociaal-liberale en sociaaldemocratische partij. Het enige wezenlijke onderscheid tussen de PRDo en de partij waaruit zij voortkwam (PR) was het verzet tegen de anti-communistische koers van de laatste.

## Verkiezingsuitslagen
| Jaar | Aantal afgevaardigden (totaal aantal zetels tussen haakjes) | Aantal senatoren (totaal aantal zetels tussen haakjes) |
| ---- | ----------------------------------------------------------- | ------------------------------------------------------ |
| 1949 | 0 (147)                                                     | 0 (45)                                                 |
| 1953 | 3 (147)                                                     | 0 (45)                                                 |
| 1953 | 0 (147)                                                     | 0 (45)                                                 |